# Thoracistus peringueyi
Thoracistus peringueyi är en insektsart som beskrevs av Francois Jules Pictet de la Rive 1888. Thoracistus peringueyi ingår i släktet Thoracistus och familjen vårtbitare. Inga underarter finns listade i Catalogue of Life.